# Oraidium barberae
Oraidium barberae är en fjärilsart som beskrevs av Henry Trimen 1868. Oraidium barberae ingår i släktet Oraidium och familjen juvelvingar. Inga underarter finns listade i Catalogue of Life.